# Niphella
Niphella is een geslacht van rechtvleugeligen uit de familie sabelsprinkhanen (Tettigoniidae). De wetenschappelijke naam van dit geslacht is voor het eerst geldig gepubliceerd in 1900 door Bolívar.

## Soorten
Het geslacht Niphella  is monotypisch en omvat slechts de volgende soort:
- Niphella pulchra (Bolívar, 1900)